# エウリレプタ科
エウリレプタ科（Euryleptidae）は、ヒラムシ目に属する海洋扁形動物の科。
エウリレプタ科に属する種の長は多様であり、体色は明るい色が多い。体形は長方形または円形であり、表面は滑らかであるか、短い結節で覆われているものが多い。よく発達した触手を持ち、直立した場合ははっきりと確認することができる。